# Rijksbeschermd gezicht Muiden
Gezicht Muiden is een van rijkswege beschermd stadsgezicht in Muiden in de Nederlandse provincie Noord-Holland. De procedure voor aanwijzing werd gestart op 30 december 1983. Het gebied werd op 4 juli 1986 definitief aangewezen.
Het beschermd gezicht beslaat een oppervlakte van 53,2 hectare. Prominente delen erin zijn onder meer het Muiderslot en de Groote Zeesluis.
Panden die binnen een beschermd gezicht vallen krijgen niet automatisch de status van beschermd monument. Wel zal de gemeente het bestemmingsplan aanpassen om nieuwe ontwikkelingen in het gebied te reguleren. De gezichtsbescherming richt zich op de stedenbouwkundige en cultuurhistorische waardering van een gebied en wil het toekomstig functioneren daarvan veiligstellen.